# Ewenny
Ewenny (Ewenni in lingua gallese) è un centro abitato del Galles, situato nel distretto di contea di Vale of Glamorgan.

## Luoghi di interesse
Cattedrale del Priorato di Ewenny, una cattedrale medievale che risale al XII secolo.
Wales Police Heritage Centre, un grande museo della storia della polizia del Galles meridionale dalle origini fino ai giorni d'oggi. È possibile vedere una vasta collezione di uniformi, attrezzature e storie della polizia del Galles del sud.